# Carex aboriginum
Carex aboriginum är en halvgräsart som beskrevs av Marcus Eugene Jones. Carex aboriginum ingår i släktet starrar, och familjen halvgräs.
Artens utbredningsområde är Idaho. Inga underarter finns listade i Catalogue of Life.